# Bistum Indore
Das Bistum Indore (lateinisch Dioecesis Indorensis) ist eine in Indien gelegene römisch-katholische Diözese. Es ist eine Suffragandiözese des Erzbistums Bhopal und umfasst heute die Distrikte Indore, Dewas und Dhar des Bundesstaates Madhya Pradesh. 

## Geschichte
Am 3. März 1931 wurde das Territorium von Indore aus Gebietsteilen der Bistümer Ajmer, Allahabad und Nagpur geformt und den Steyler Missionaren übergeben. Am 14. Dezember 1932 trafen die ersten Steyler Missionare Pater Peter Janser und sein Begleiter, Pater Leo Krzeminski, ein. Dank des Einsatzes der beiden wurde das Territorium schon nach 3 Jahren, am 11. März 1935  zur Apostolischen Präfektur Indore erhoben und Peter Janser wurde der erste Apostolische Präfekt. Das Territorium umfasste zu diesem Zeitpunkt 110.000 Quadratkilometer und bestand aus den Distrikten Indore, Khargone, Khandwa, Dhar, Jhabua (ausgenommen den Tehsil Thandla), Ratlam, Dewas, Ujjain, Shajapur, Rajgarh, Bhilsa (Vidisha), Narmadapuram und den gesamten Staat Bhopal. Peter Janser versah das Amt des Apostolischen Präfekten vom 11. Juli 1935 bis Ende 1945, als er es krankheitsbedingt niederlegte. Neuer Apostolischer Präfekt wurde 1948 Hermann Westermann. Am 15. Mai 1952 wurde die Apostolische Präfektur zum Bistum erhoben. Erster Bischof von Indore wurde der Niederländer Frans Simons SVD. Ihm folgte zwanzig Jahre später George M. Anathil SVD nach. Seit 2008 ist Chacko Thottumarickal SVD Bischof des Bistums Indore.
Am 13. September 1963 verlor das Bistum die Distrikte Bhopal, Sehore, Vidisha und Hoshangabad (Narmadapuram), aus denen das Erzbistum Bhopal errichtet wurde. Der nächste Gebietsverlust erfolgte 1968 als aus den Distrikten Ujjain, Shajapur und Rajgarh die Eparchie Ujjain (Syro-malabarische Kirche) errichtet wurde. Im Jahr 1977 wurde aus den Distrikten Khandwa und Khargone das Bistum Khandwa errichtet. 1981 erhielt das Bistum Indore den Distrikt Mandsaur, der vorher zum Bistum Ajmer gehörte. Zuletzt verlor das Bistum am 25. März 2002 einen Teil seiner Gebiete, nämlich die Distrikte Jhabua, Mandsaur, Neemuch und Ratlam, aus denen das Bistum Jhabua entstand. Das heutige Bistum Indore besteht aus den Distrikten Indore, Dewas und Dhar.

## Bischöfe von Indore
- Peter Janser (1935–1945) Apostolischer Präfekt
- Hermann Westermann (1948–1951) Apostolischer Präfekt
- Frans Simons (1952–1971)
- George M. Anathil (1972–2008)
- Chacko Thottumarickal (2008–2024)
- Thomas Mathew Kuttimackal (seit 2024)